# Karvia församling
Karvia församling (finska: Karvian seurakunta) var en evangelisk-luthersk församling i Karvia i Finland. Församlingen hörde till Åbo ärkestift och Björneborgs prosteri. Kyrkoherde i församlingen var Seppo Myyryläinen. I slutet av 2021 hade Karvia församling cirka 1 920 medlemmar. Församlingens verksamhet skedde i huvudsakligen på finska.Karvia församling blev en del av Kankaanpää församling
Karvia församlings huvudkyrka var Karvia kyrka.

## Historia
Först var Karvia en del av Sastamala församling. Under 1300-talet avskiljdes den nuvarande Tavastkyro församling, vilken då även hyste Karviaområdet, från Sastamala församling. År 1641 blev Karvia en del av Ikalis församling och år 1841 blev den kapellförsamling till Kankaanpää församling. År 1891 beslöt man att grunda en självständig Karvia församling. Grundandet av församlingen ägde officiellt rum 1905.Karvia församling blev en del av Kankaanpää församling år 2023 och blev en kapellförsamling.